# Magyar Telekom
Magyar Telekom est le premier opérateur hongrois de télécommunications. L'entreprise est l'héritière de la compagnie des postes et télécommunications hongroises Magyar Posta, et portait le nom de Matáv (acronyme de Magyar Távközlési Rt.) jusqu'en 2005.
La société est cotée à la Bourse de Budapest. Elle fait partie de son indice de référence, le BUX, en 4e position après le groupe pharmaceutique Gedeon Richter, dont Magyar Telekom pèse 12,2 %. L'opérateur est également coté à la Bourse de New York.